# Portuguesa (estado)
Portuguesa é um dos estados da Venezuela.

## Origem etimológica
Segundo a tradição, num batalhão conquistador que marchava havia anos, ia uma mulher portuguesa, que ao cruzar um rio se afogou nas suas águas caudalosas. Desde esse dia que tal rio passou a ser chamado casualmente de Rio Portuguesa, em sua memória. Com o passar do tempo e o estabelecimento das fronteiras da região, hoje essa mesma portuguesa dá nome ao estado onde morreu.

## Municípios
1. Agua Blanca (Agua Blanca)
2. Araure (Araure)
3. Esteller (Píritu)
4. Guanare (Guanare)
5. Guanarito (Guanarito)
6. Monseñor José Vicente de Unda (Paraíso de Chabasquén)
7. Ospino (Ospino)
8. Páez (Acarigua)
9. Papelón (Papelón)
10. San Genaro de Boconoito (Boconoito)
11. San Rafael de Onoto (San Rafael de Onoto)
12. Santa Rosalía (El Playon)
13. Sucre (Biscucuy)
14. Turén (Villa Bruzual)